# 抗菌外用薬
抗菌外用薬（こうきんがいようやく）とは、基剤に抗菌活性をもった薬剤(抗生物質や合成抗菌剤)を含有させた外用剤のこと。

## 薬理
抗生物質や合成抗菌剤の作用により、細菌感染をきたした病巣で、細菌を駆除する。
真菌やウイルスの感染症治療薬は、薬理が異なり、抗菌剤とは呼ばない。

## 作用部位による分類

### 眼
点眼剤として「クラビット点眼液」「ガチフロ点眼液」などがある。

### 耳
点耳薬として「タリビッド耳科用液」などがある。

### 鼻
点鼻薬として「点眼・点鼻用リンデロンA液」(ベタメタゾンとフラジオマイシンの合剤)などがある。

### 皮膚
「ダラシンTゲル」、「バラマイシン軟膏」などがある。